# ヤダナボンFC
ヤダナボンFC（ビルマ語: ရတနာပုံ ဘောလုံး အသင်း、英: Yadanabon Football Club）は、ミャンマーのマンダレーを本拠地とするサッカークラブである。ミャンマー・ナショナルリーグに所属する。

## 概要
ミャンマー・ナショナルリーグが設立された2009年にマンダレー管区を代表するクラブとして結成された。2009年のナショナルリーグとして開催されたナショナルリーグカップと2009-2010シーズンのナショナルリーグを連覇した。
また、2010年にはAFCプレジデンツカップを制覇し、ミャンマーのクラブとして初の国際タイトルを手にした。

## 獲得タイトル

### 国内タイトル
- ミャンマーナショナルリーグ：4回
  - 2009, 2009-2010, 2014, 2016

### 国際タイトル
- AFCプレジデンツカップ：1回
  - 2010

## 歴代所属選手
- ヴァレリー・サヌ 2009
- ゾー・ミン・トゥン 2012 - 2014
- アウン・トゥ 2013 - 2020
- 櫻田真平 2014 - 2015
- 小川圭佑 2015 - 2017
- ナンダ・リン・チョー・チット 2015 - 2017
- ピエ・リヤン・アウン 2017 - 2011